# Kojiro Yasuda
Kojiro Yasuda (født 14. august 2003) er en japansk fodboldspiller.
Han har spillet for flere forskellige klubber i sin karriere, herunder FC Tokyo.